# Bomb Girls
Bomb Girls è una serie TV canadese creata da Michael MacLennan e Adrienne Mitchell che ha debuttato nel 2012 su Global. Composta al momento di due serie la prima di 6 episodi la seconda di 12.

## Trama
È il 1942, gli uomini sono al fronte e le donne sono costrette a prendere il loro posto in svariati ruoli che prima erano tabù per il genere femminile. La rivoluzione sessuale, la conquista della parità dei diritti, una panoramica sulle problematiche di essere donna in un mondo fatto dagli uomini e l'osservazione di altri temi sociali pur sempre attuali attraverso la lente di un periodo storico completamente diverso da quello di oggi.
Protagoniste sono quattro donne di estrazione sociale differente, che lavorano assieme alla catena di montaggio di una fabbrica di bombe canadese: Gladys Witham, Betty McRae, Kate Andrews e Lorna Corbett.

## Episodi
| Stagione         | Episodi | Prima TV Canada | Prima TV Italia |
| ---------------- | ------- | --------------- | --------------- |
| Prima stagione   | 6       | 2012            | inedita         |
| Seconda stagione | 12      | 2013            | inedita         |

La serie ha debuttato sul canale televisivo canadese Global il 4 gennaio 2012. È andata in onda nel Québec con il titolo Des femmes et des bombes su AddikTV dal 30 agosto 2012. Inoltre è andata in onda negli Stati Uniti d'America su ReelzChannel a partire dall'11 settembre 2012, nel Regno Unito su ITV3 a partire dal 10 novembre 2012, in Irlanda su TG4 a partire dal 6 gennaio 2013, in Francia su Chérie 25 a partire dal 12 dicembre 2012 e in Polonia su Fokus TV a partire dal 10 giugno 2011. In Italia è inedita.

## Personaggi
- Lorna Corbett, interpretata da Meg Tilly. Caporeparto e responsabile della sicurezza. Due dei suoi figli sono al fronte, il marito è sulla sedia a rotelle dopo aver combattuto nella Grande Guerra. È perciò forse la più coinvolta emotivamente nei fatti che stanno avendo luogo oltreoceano.
- Gladys Witham, interpretata da Jodi Balfour. È una ricca ragazza oppressa dal fatto di non poter avere futuro diverso da quello di essere moglie viziata e inattiva: rifiuta perciò il ruolo di bella quanto inutile statuina per lavorare in fabbrica, contro il volere della famiglia.
- Betty McRae, interpretata da Ali Liebert. È il personaggio più forte e femminista del gruppo, grande lavoratrice, spesso rude e scontrosa.
- Kate Andrews, interpretata da Charlotte Hegele. È la figlia di un estremista predicatore cattolico. Fuggirà dalla sua famiglia e da suo padre, lasciandosi alle spalle la propria identità arrivando a lavorare alla fabbrica.

Personaggi secondari
- Vera Burr (Anastasia Phillips)
- Marco Moretti (Antonio Cupo)
- Ivan Buchinsky (Michael Seater)
- James Dunn (Sebastian Pigott)
- Eugene "Gene" Corbett (Brett Dier)
- Harold Akins (Richard Fitzpatrick)
- Edith McCallum (Lisa Norton)
- Hazel Macdougall (Brittany Allen)
- Carol Demers (Carlyn Burchell)
- Archie Arnott (Billy MacLellan)
- Leon Riley (Jim Codrington)
- Rollie Witham (James McGowan)
- Adele Witham (Kate Hennig)
- Sheila Corbett (Natasha Greenblatt)
- Narendra “Ned” Patel (Gabe Grey)

## Produzione

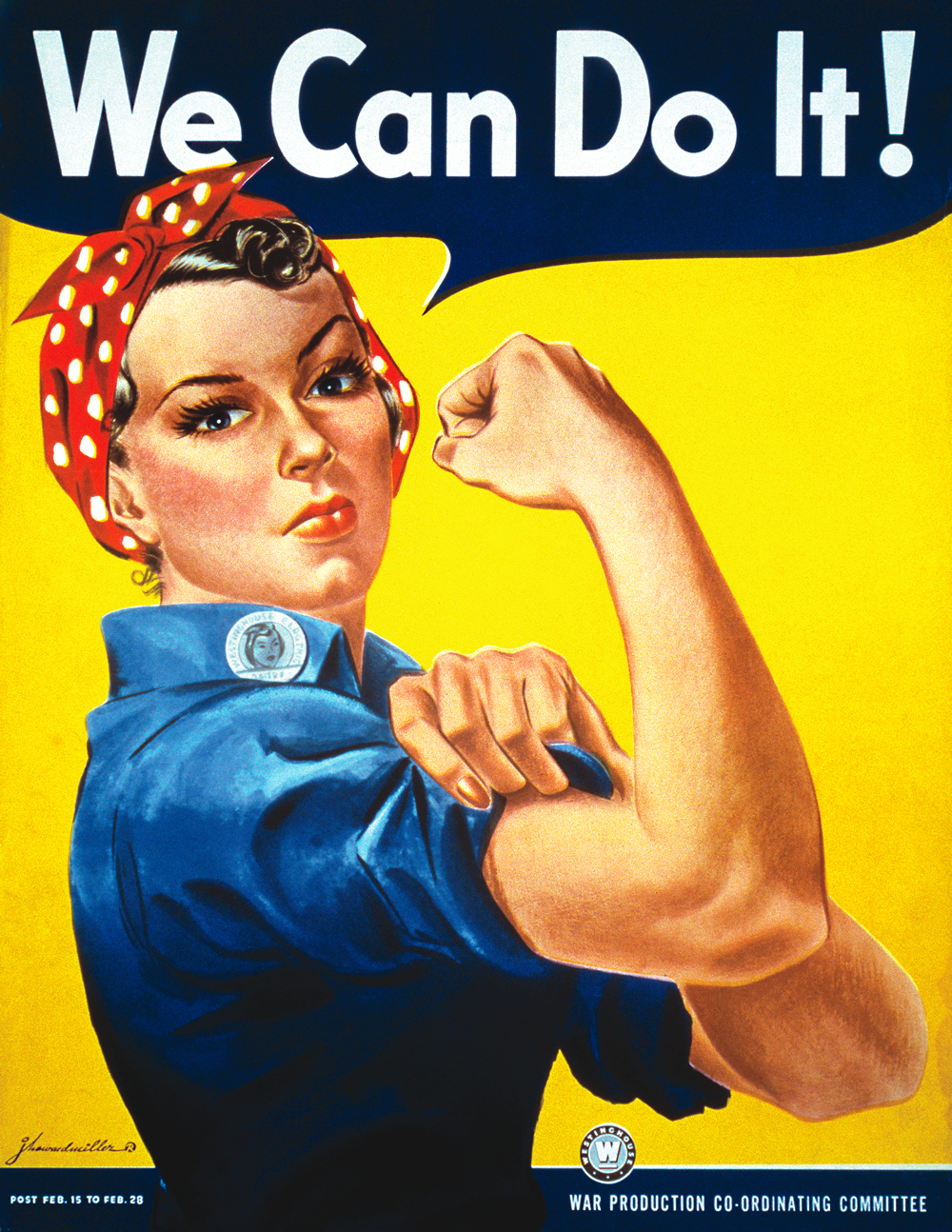
Su uno dei poster promozionali della serie l'attrice Ali Liebert riproduce la celebre immagine di propaganda del 1943 conosciuta come We Can Do It! o Rosie the Riveter.

Creata da Michael MacLennan e Adrienne Mitchell su un soggetto di Debi Drennan e Maureen Jennings, venne inizialmente ideata come mini-serie di sei episodi, per poi essere prorogata fino alla seconda stagione.
La prima stagione è stata scritta da Michael MacLennan, Esta Spalding, John Krizanc e Shelley Eriksen con la produzione esecutiva di Janis Lundman, Michael MacLennan, Adrienne Mitchell e Michael Prupas.
Le riprese della prima stagione sono durate dal 12 settembre al 16 novembre del 2011 con la regia di Adrienne Mitchell, Ken Girotti e Anne Wheeler. Le riprese sono state effettuate a Toronto: la fittizia Victory Munitions Factory è ambientata in un mobilificio riadattato a fabbrica nella zona di Etobicoke, Toronto.
La colonna sonora è composta da Peter Chapman.
Il 22 aprile 2012 Global TV e Shaw Media hanno annunciato che non verrà prodotta una terza stagione.
Nell'ottobre del 2013 Shaw Media annuncia la produzione di un film tv di due ore con il cast originale intitolato Bomb Girls - Facing the Enemy. Le riprese si sono svolte presso Toronto e Hamilton e sono terminate il 20 novembre 2013.